# Orthotmeta foliacea
Orthotmeta foliacea är en fjärilsart som beskrevs av Rothschild 1915. Orthotmeta foliacea ingår i släktet Orthotmeta och familjen mätare. Inga underarter finns listade i Catalogue of Life.